# Nilo Zandanel
Nilo Zandanel (* 8. November 1937 in Cibiana di Cadore; † 25. Juli 2015 in Pieve di Cadore) war ein italienischer Skispringer und Nordischer Kombinierer.

## Werdegang
Zandanel absolvierte sein erstes internationales Turnier mit der Vierschanzentournee 1957/58. Kurz nach der Tournee gewann Zandanel die Silber bei den Italienischen Meisterschaften im Skispringen sowie die Bronzemedaille in der Kombination. Ein Jahr zuvor hatte er bereits die Silbermedaille im Skispringen gewonnen. 1959 gewann Zandanel Gold im Skispringen. Bei den Olympischen Winterspielen 1960 in Squaw Valley sprang er den 36. Platz von der Normalschanze. Nach den Spielen konnte er erneut die Goldmedaille bei den Italienischen Meisterschaften gewinnen. Bei der Vierschanzentournee 1960/61 konnte er in Innsbruck das einzige Mal in seiner Karriere bei einem internationalen Springen aufs Podium springen und wurde am Ende Dritter. In der Tournee-Gesamtwertung erreichte Zandanel den 7. Platz. Bei den Italienischen Meisterschaften 1961 gewann er Silber hinter seinem Landsmann Dino De Zordo. Die Nordischen Skiweltmeisterschaften 1962 in Zakopane beendete er beim Springen von der Normalschanze auf dem 28. Platz. Zwei Jahre später trat Zandanel erneut bei den Olympischen Winterspielen an und erreichte in Innsbruck von der Großschanze den 25. Platz. Von der Normalschanze lag er punktgleich mit Max Bolkart am Ende auf dem den 37. Platz. Nach den Spielen konnte er bei den Italienischen Meisterschaften erneut Silber gewinnen. Am 16. Februar 1964 setzte Zandanel mit 144 m auf der Heini-Klopfer-Skiflugschanze in Oberstdorf als bis heute einziger Italiener einen neuen Skiflugweltrekord. 1966 gewann er erneut Silber bei der Italienischen Meisterschaft. 1965 und 1967 gewann er dabei Gold.

## Statistik

### Schanzenrekorde
| Ort        | Land        | Weite               | aufgestellt am   | Rekord bis       |
| ---------- | ----------- | ------------------- | ---------------- | ---------------- |
| Oberstdorf | Deutschland | 144,0 m (HS: 225 m) | 16. Februar 1964 | 10. Februar 1967 |